# 수 버드
수잰 브리짓 "수" 버드(영어: Suzanne Brigit "Sue" Bird, 1980년 10월 16일~)는 미국의 농구 선수로 포지션은 포인트 가드이다. 현역 시절 미국 여자 농구 협회(WNBA)의 시애틀 스톰 소속으로 뛰었으며 미국 여자 대표팀의 일원으로서 2004년 하계 올림픽을 시작으로 2020년 하계 올림픽까지 5회 연속 우승에 기여했다.
여자 축구 선수인 메건 러피노의 동성 배우자로 잘 알려져 있다.